# Chiesa di San Vitale (Seniga)
La chiesa di San Vitale è la parrocchiale di Seniga, in provincia e diocesi di Brescia; fa parte della zona pastorale della Bassa Centrale Est. 

## Storia
La primitiva chiesa di Seniga risultava esistente già nel Duecento; questo edificio sorgeva nel borgo fortificato.

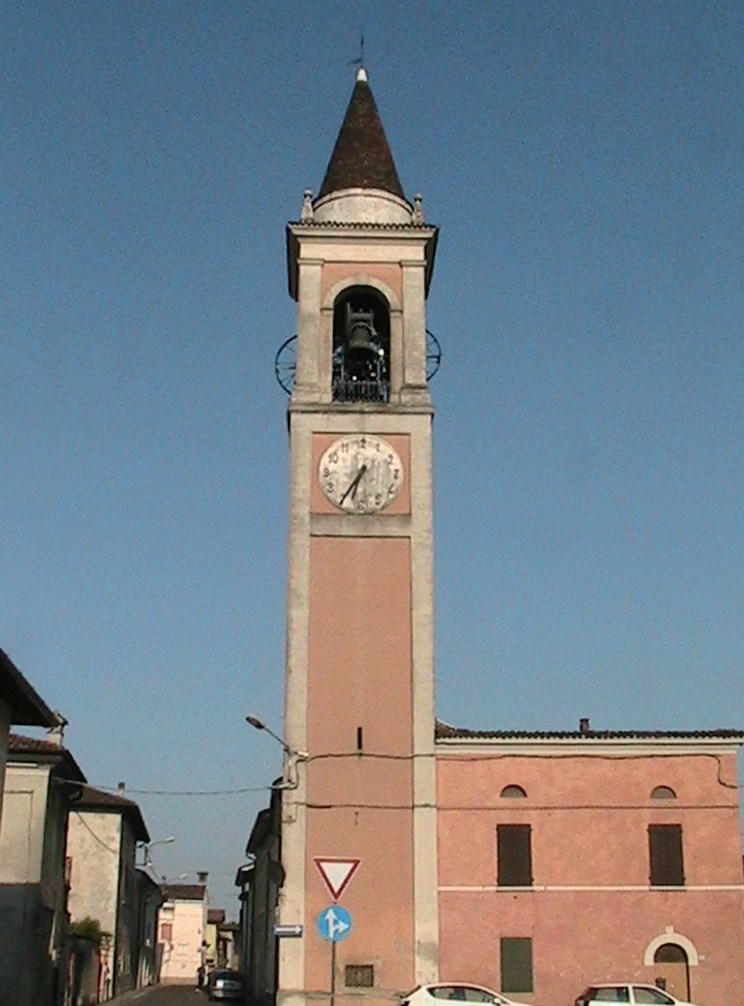
Il campanile

 Il 6 giugno 1513 papa Leone X trasferì la parrocchialità dalla pieve di Comella alla chiesa di Seniga.
Nel 1565 su ordine del vescovo Domenico Bollani il pavimento fu rifatto e vennero sistemate le tombe poste all'interno della chiesa.
Nel XVII secolo questa chiesa era pericolante e si deliberò di demolirla e riedificarla ex novo; l'attuale parrocchiale, costruita nella seconda metà del Seicento su progetto di Agostino Avanzo, venne benedetta il 13 luglio 1687 dal deputato della Mensa del Capitolo della Cattedrale Attilio Chizzola.
Dalla relazione della visita pastorale del 1704 del vescovo Marco Dolfin s'apprende che la cura d'anime era affidata al parroco, che era coadiuvato da altri otto sacerdoti e da un chierico, che i fedeli erano 1564, che la parrocchiale, dotata di cinque altari, non era ancora stata consacrata e che in essa aveva sede la scuola della Dottrina Cristiana.
Nel 1886 la chiesa fu ristrutturata e, tra il 1912 e il 1914, decorata. Nel 1974 fu rifatto il tetto e il 14 aprile 1989 la parrocchia concluso nella zona pastorale della Bassa Centrale Est.

## Descrizione

### Esterno
La facciata della chiesa è divisa in due ordini, entrambi scanditi da sei lesene; il registro superiore, che termina con il timpano sui cui vertici si trovano degli pinnacoli, presenta una finestra.

### Interno
L'interno è a un'unica navata caratterizzata dalla presenza di lesene e di pitture parietali; nel presbiterio trova collocazione l'organo, strumento misto meccanico-pneumatico costruito nel 1920 da Frigerio, Maccarinelli e Fusari